# Selenia pallida
Selenia pallida là một loài bướm đêm trong họ Geometridae.